# 贝默尔
贝默尔是德国莱茵兰-普法尔茨州的一个市镇。总面积7.33平方公里，总人口371人，其中男性181人，女性190人（2011年12月31日），人口密度51人/平方公里。